# Cyathodera auripilosus
Cyathodera auripilosus – gatunek chrząszcza z rodziny sprężykowatych.
Owad osiąga długość 14-17 mm.
Jest to chrząszcz barwy czerwonawobrązowej o czułkach brązowych. Posiada bardzo długie, gęste, rdzawe włoski, szczególnie obfiie porastające boki przedplecza.
Cechuje się on czołem łódkowatym, o długości większej od szerokości, wklęśniętym. Czułki wykazują nieznaczne ząbkowanie bez względu na płeć, składają się z 11 segmentów, cechuje je podłużna gładka smuga. Ich podstawa jest węższa od oka. 2. segment ma kształt okrągły, a 3. jest trójkątny, podobnie jak 4., który jest od niego dłuższy. Ostatni wykazuje zwężenie u czubka.
Wymiar poprzeczny przedtułowia przewyższa jego długość. Przedtułów jest nieznacznie i nieregularnie wypukły. Zwęża się ku przodowi. Wypukłe pokrywy silnie zwężają się ku końcowi, zaopatrzone są w kolce.
Ostrogi na goleniach są bardzo długie. Scutellum jest trójkątne i wydłużone.
Owad występuje w Ameryce Południowej (Brazylia).